# Chirocephalus turkestanicus
Chirocephalus turkestanicus är en kräftdjursart som beskrevs av Daday 1910. Chirocephalus turkestanicus ingår i släktet Chirocephalus och familjen Chirocephalidae. Inga underarter finns listade i Catalogue of Life.